# Rue Seutin (Bruxelles)
Pour les articles homonymes, voir Rue Seutin.
La rue Seutin (en néerlandais : Seutinstraat) est une rue bruxelloise de la commune de Schaerbeek qui va de la chaussée de Haecht à la rue Josaphat.

## Histoire et description
Cette rue porte le nom du baron Louis Seutin, né à Nivelles le 19 octobre 1793 et décédé à Bruxelles le 29 janvier 1862, médecin en chef de l’armée belge en 1831 et sénateur de 1853 à 1862.
La numérotation des habitations va de 3 à 69 pour le côté impair, et de 2 à 78 pour le côté pair.

## Adresses notables
- no 8-10 : Maison du peintre Émile Bulcke
- no 17 : Institut Sainte-Marie (sections : maternelle, primaire)
- no 25 : Œcuménisme et Paix (asbl)
- no 36 : Immeuble du Foyer Schaerbeekois
- no 59 : Maison où vécut et mourut, le 14 février 1905, le capitaine Nicolas Isidore Tobback, qui défendit avec une poignée soldats de la Force publique le poste des Stanley Falls, assiégé du 15 au 18 mai 1893 par les arabes esclavagistes du Sultan Rachid. Il fut sauvé in extremis par l'arrivée des troupes du major Louis Napoléon Chaltin. Le capitaine Tobback est enterré au cimetière de Laeken.